# 白额燕鸥

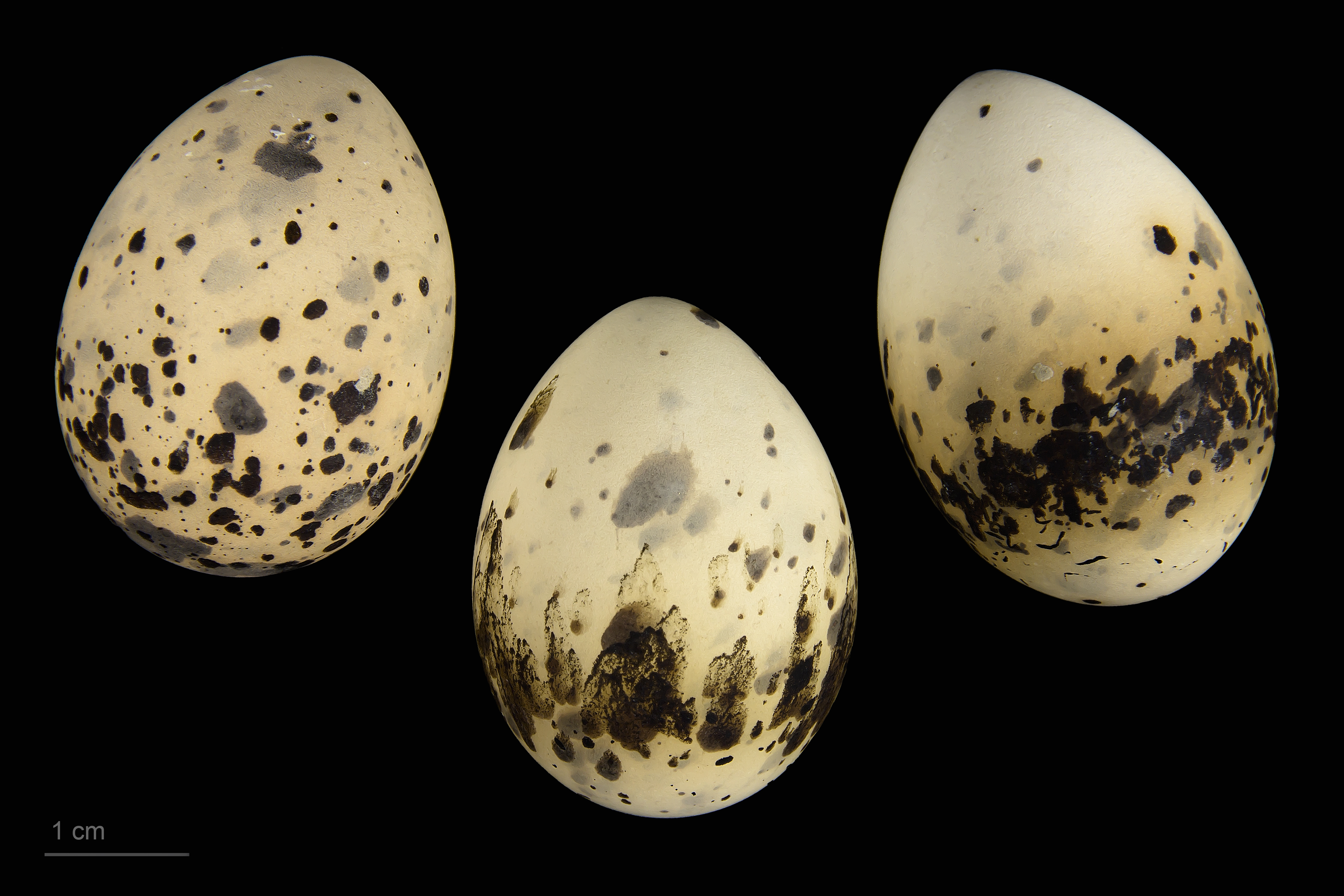
卵 Sternula albifrons albifrons

白额燕鸥（学名：Sternula albifrons），又名白額燕鷗，为鸥科小燕鷗屬的鸟类。该物种的模式产地在荷兰。

## 分類
該物種首次由德國博物學家彼得·西蒙·帕拉斯於1764年描述，並賦予雙名法Sterna albifrons。 當燕鷗屬（Sterna）限於較大的典型燕鷗時，它被移至小燕鷗屬（Sternula）。 屬名Sternula是Sterna（“燕鷗”）的縮小形式，而特定名稱albifrons來自拉丁語中的albus（“白”）和frons（“前額”）。

## 亞種
這種鳥類繁殖於溫帶和熱帶的歐洲、亞洲、北部和西部非洲及東部澳大利亞的沿海地區和內陸水道。牠們是高度遷徙性的，在冬季會遷徙至亞熱帶和熱帶海洋，南至南非和澳大利亞。
牠們有四個亞種。
- 白额燕鸥指名亞種 S. a. albifrons：出現在歐洲至北非和西亞地區。在中国大陆，分布于新疆等地。该物种的模式产地在荷兰[8]。
- S. a. guineae：出現在西非。
- 白额燕鸥普通亚种 S. a. sinensis：出現在東亞（東南俄羅斯至日本、東南亞、菲律賓）南至新幾內亞和澳大利亞北部。在中国大陆，分布于东部沿海、西至内蒙古、陕西、四川、云南等地。该物种的模式产地在中国[9]。
- S. a. placens：出現在澳大利亞東海岸和塔斯馬尼亞。[10][11]

原來的北美洲亞種（S. a. antillarum）和紅海亞種S. a. saundersi現在被認為是獨立的物種，分別是最小燕鷗（Sternula antillarum）和桑德斯燕鷗（Sternula saundersi）。

## 特征
這是一種小型燕鷗，體長21–25厘米，翼展41–47厘米。由於其體型和繁殖羽時期的白色前額，很難與其他物種混淆，除了仙女燕鷗和桑德斯燕鷗。其纖細的尖喙為黃色，喙尖為黑色，腿也是黃色的。在冬季，前額變得更加白色，喙呈黑色，腿的顏色也變暗。牠們的叫聲是一種響亮而獨特的嘎嘎聲。

## 分布
喜栖息于海边、江河，常常呈小群飞翔，食小鱼、昆虫等。在中国，广布于沿海一带，为旅鸟或夏候鸟，迁徙时溯长江向西，旅经四川内陆。

## 習性
小燕鷗在礫石或沙礫海岸和島嶼上成群繁殖。牠們會在地面上產下兩到四枚蛋。與所有白色燕鷗一樣，小燕鷗會保護其巢穴和幼鳥，並會攻擊入侵者。
與大多數其他白色燕鷗一樣，小燕鷗透過俯衝捕食魚類，牠們可以在沿海鹽鹼環境中或內陸的大河流中覓食。雄鳥向雌鳥提供魚類是求偶展示的一部分。

## 歐洲河流上的族群
19世紀初，小燕鷗是歐洲海岸、河流和濕地的常見鳥類，但在20世紀，由於棲地喪失、污染和人為干擾，沿海地區的族群數量減少。
內陸族群的減少更為嚴重，由於水壩、河流管制和沉積物提取，牠們失去了大部分以前的棲地。在許多歐洲國家，小燕鷗的族群數量下降或滅絕，像多瑙河、易北河和萊茵河這樣的大河流的以前繁殖地也停止了。目前，只有少數歐洲河流系統擁有適合的棲地，包括法國的盧瓦爾河/阿利耶河，波蘭的維斯瓦河/奧得河，義大利的波河/蒂契諾河，拉脫維亞的道加瓦河，立陶宛的涅姆納斯河，克羅埃西亞的薩瓦河，以及匈牙利和克羅埃西亞的德拉瓦河。在塔霍河和多瑙河下游的小燕鷗的狀況仍不明確。
德拉瓦河的族群是最受威脅的之一。傳統的水利管理做法，包括河流管制和沉積物提取，威脅著剩餘的繁殖對。目前僅有15對小燕鷗仍在匈牙利和克羅埃西亞邊界沿線廣泛的沙灘或礫石灘上繁殖。世界自然基金會（WWF）及其合作夥伴正在致力於保護這種鳥類及其獨特的歐洲河流生態系統。小燕鷗是非歐亞遷移性水鳥協定（AEWA）適用的物種之一。

## 圖庫

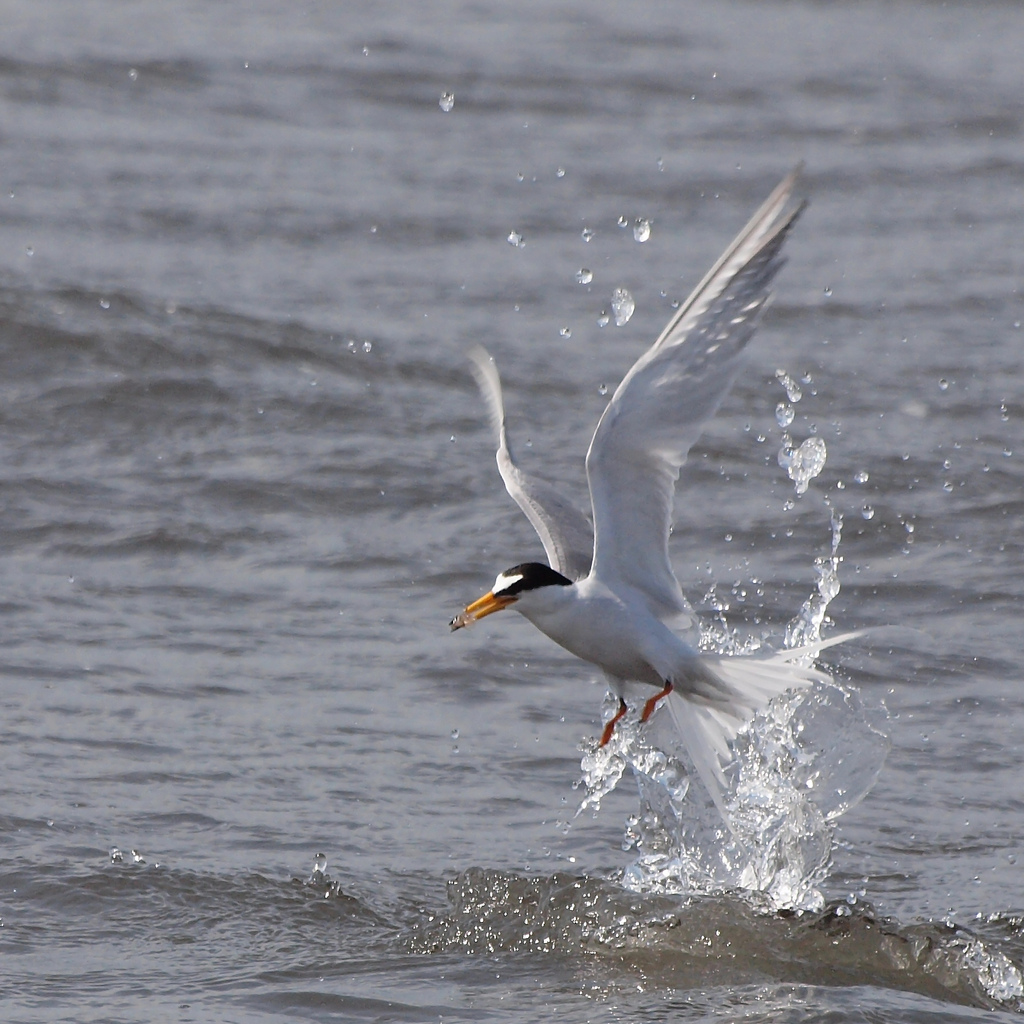
飛行中的 S. a. sinensis 東京灣、日本
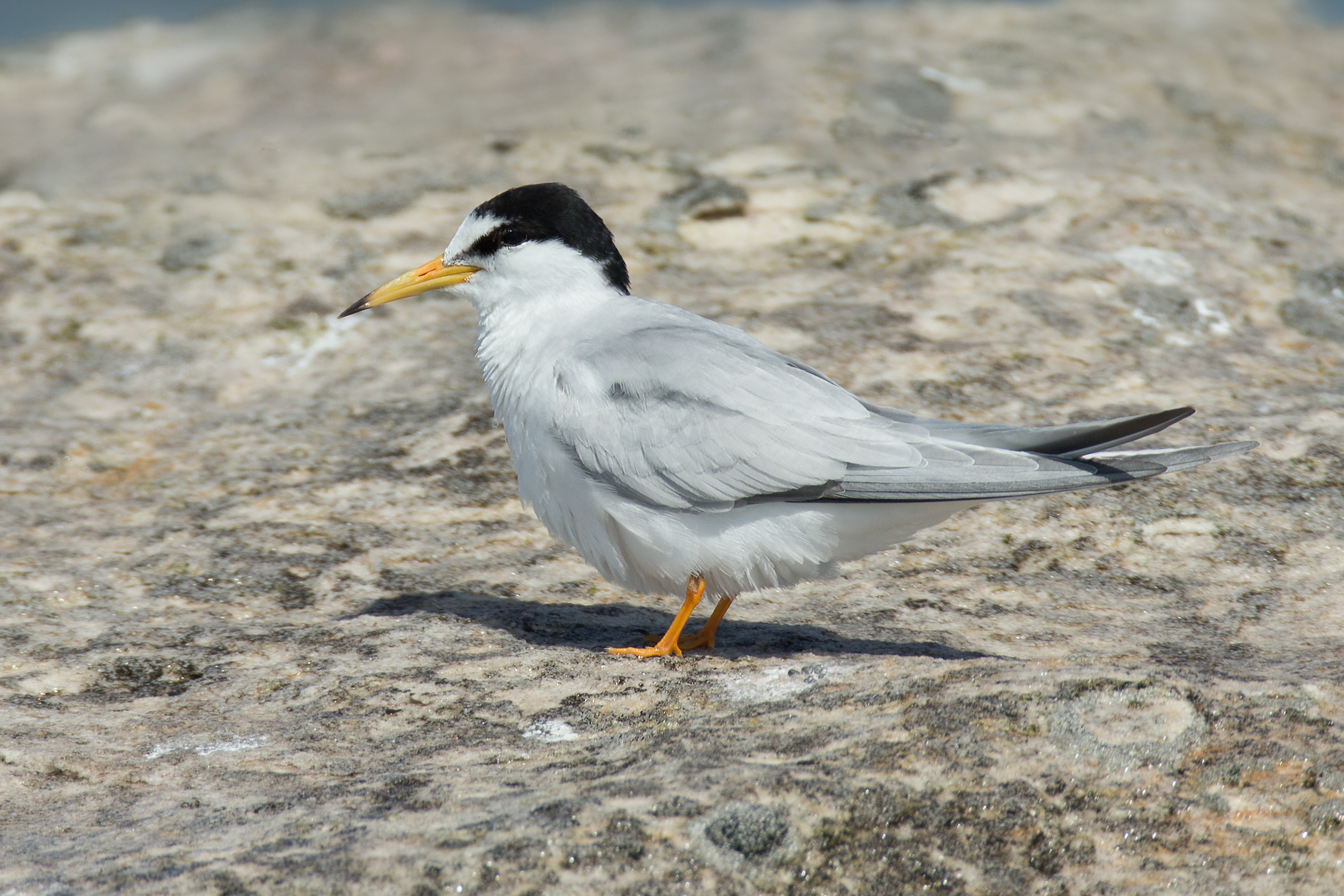
S. a. placens, 船港, 新南威爾斯, 澳洲
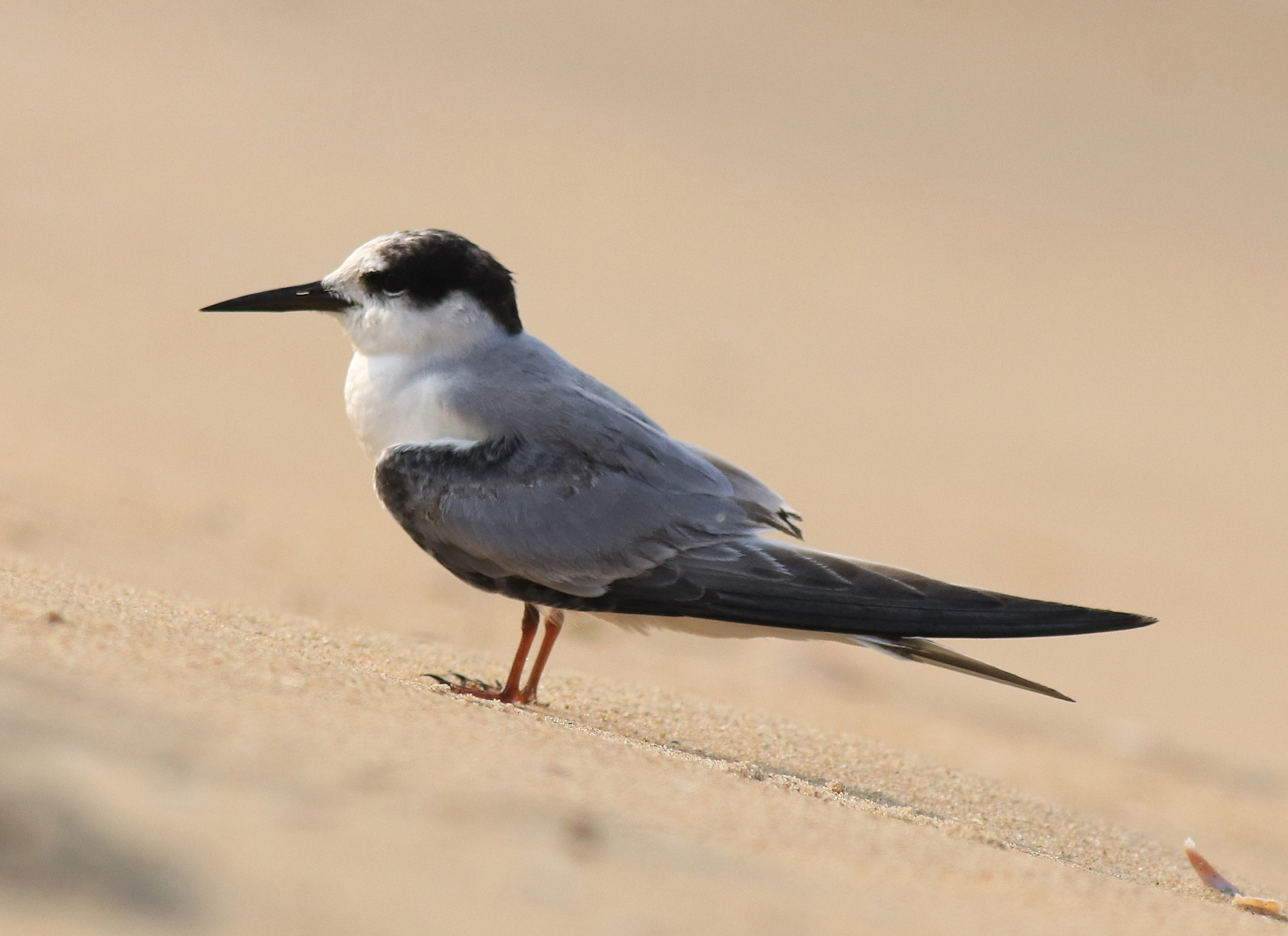
S. a. albifrons 冬羽 , 坎努爾, 喀拉拉邦，印度
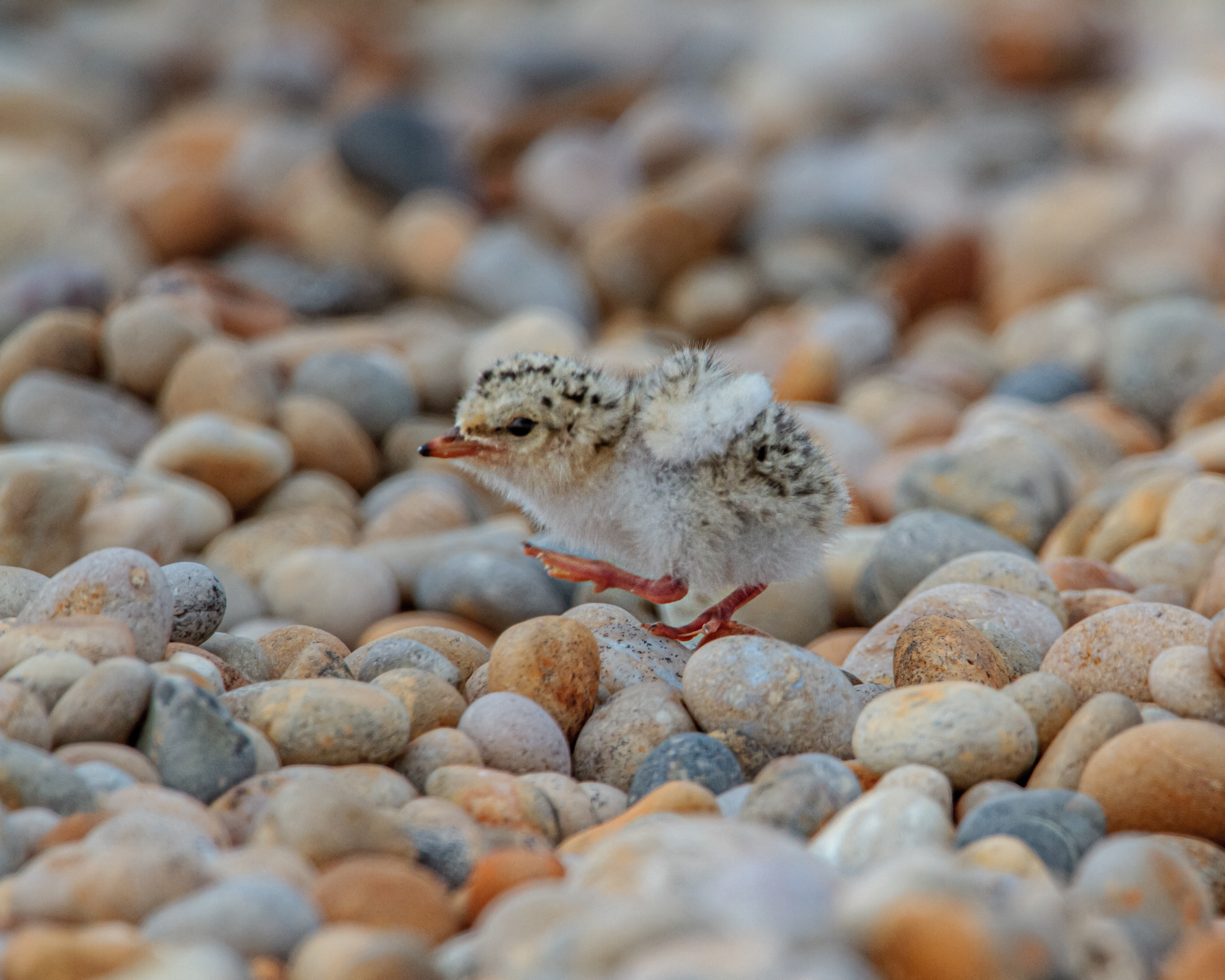
S. a. albifrons,剛孵出的雛鳥，漢普郡, 英國
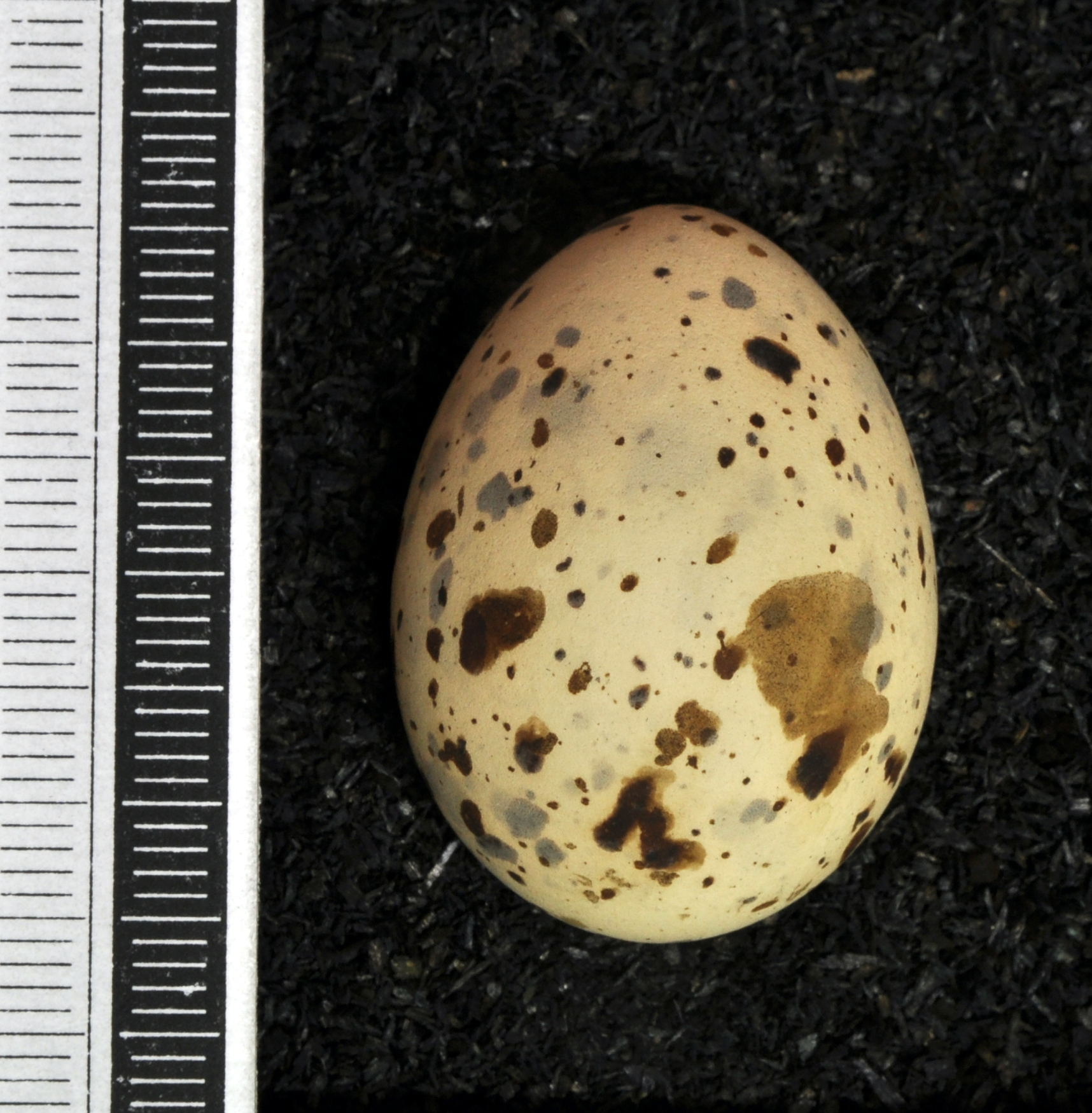
蛋, 收藏於威斯巴登博物館